# داگ شارپ
داگ شارپ (انگلیسی: Doug Sharp؛ زادهٔ november ۲۷, ۱۹۶۹ (۵۵ سال)) ورزشکار بابسلد اهل ایالات متحده آمریکا است.
وی در مسابقات کشوری و بین‌المللی در مجموع برندهٔ ۱ مدال برنز شده‌است.